# Saint-Julien-aux-Bois
Saint-Julien-aux-Bois är en kommun i departementet Corrèze i regionen Nouvelle-Aquitaine i de centrala delarna av Frankrike. Kommunen ligger  i kantonen Saint-Privat som tillhör arrondissementet Tulle. År 2022 hade Saint-Julien-aux-Bois 435 invånare.

## Befolkningsutveckling
Antalet invånare i kommunen Saint-Julien-aux-Bois
Referens:INSEE